# Анкенес
Анкенес (норв. Ankenes) — бывшая коммуна в фюльке Нурланн в Норвегии.
Сейчас Анкенес является частью коммуны Нарвик. Анкенес известен своей торговой территорией, называемой «Millerjordbukta» и своей футбольной командой Хардхаус (англ. Hardhau). В марте 2009 года была создана мужская гандбольная команда.
С 1837 года Анкенес и Офотен вместе составляли дистрикт Эвенес (норв. Evindnæs). 1 января 1884 года Офотен был разделен, образовав независимые коммуны Анкенес и Эвенес. Население Анкенеса в тот момент составляло 1 734 жителя.
1 января 1902 года город Нарвик, имевший население 3 705 жителей, был отделён от Анкенеса и стал независимой коммуной. После отделения Нарвика в Анкенесе осталось 3 023 жителя.
1 января 1974 года Анкенес стал частью Нарвика. В тот момент население Анкенеса составляло 7 022 жителя, а население Нарвика — 12 758 жителей.